# Давидов Олег Олегович
Олег Олегович Давидов (нар. 29 березня 1982, Ніжин, Чернігівська область, УРСР) — український футболіст, захисник.

## Кар'єра гравця
Футболом починав займатися в РВУФК (Київ), яке закінчив у 1999 році. Перші тренери — Сиванюк Володимир Миколайович і Яшков Володимир Євгенович. У професійному футболі дебютував у 2001 році в дублі одеського «Чорномореця».
В українській Прем'єр-лізі зіграв 3 матчі, виступаючи в складі команди «Нафтовик-Укрнафта». Дебют — 21 липня 2007 року в грі проти донецького «Шахтаря». В Охтирці провів всього півроку.
Основна частина кар'єри пройшла в першій лізі, де Давидов провів понад 200 матчів. Грав у командах ЦСКА (Київ), «Десна» (Чернігів), «Зірка» (Кіровоград), МФК «Миколаїв».
У січні 2013 року став гравцем ПФК «Сум». У 2015—2016 роках виступав за «Черкаський Дніпро».